# Mszanna (województwo lubelskie)
Mszanna – wieś w Polsce położona w województwie lubelskim, w powiecie włodawskim, w gminie Wola Uhruska.
| SIMC    | Nazwa        | Rodzaj    |
| ------- | ------------ | --------- |
| 0993745 | Brzeziny     | część wsi |
| 0993751 | Kątek        | część wsi |
| 0993768 | Moczydła     | część wsi |
| 0993774 | Podbukowie   | część wsi |
| 0993780 | Podłukowskie | część wsi |
| 0993797 | Pod Piaskami | część wsi |
| 0993805 | Przykory     | część wsi |

W latach 1975–1998 miejscowość administracyjnie należała do województwa chełmskiego.
Wieś jest sołectwem w gminie Wola Uhruska. Według Narodowego Spisu Powszechnego z roku 2011 wieś liczyła 143 mieszkańców.
Wierni Kościoła rzymskokatolickiego należą do parafii Ducha Świętego w Woli Uhruskiej.